# Fast Carrier Task Force

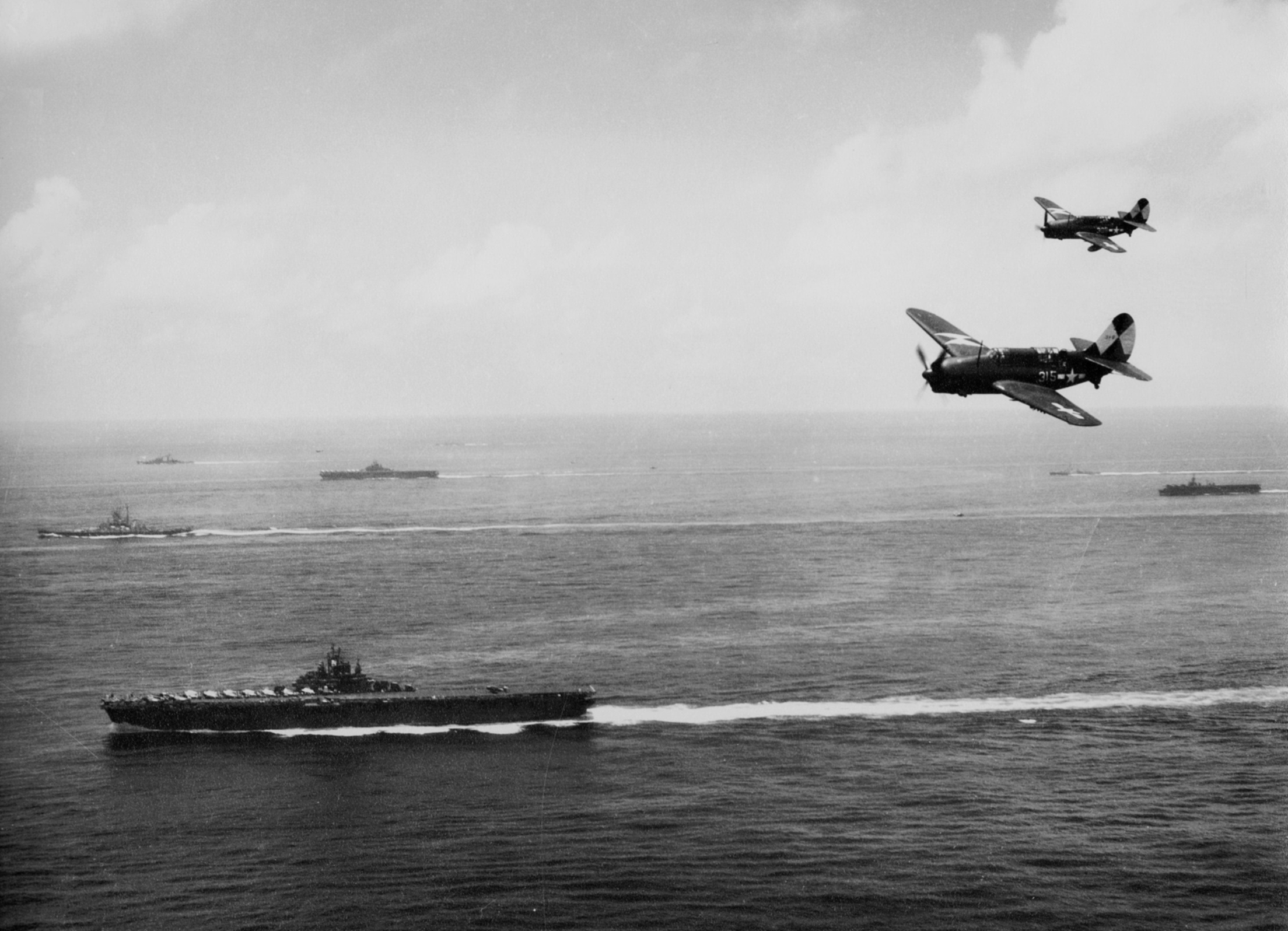
Okręty Task Group 38 koło Okinawy

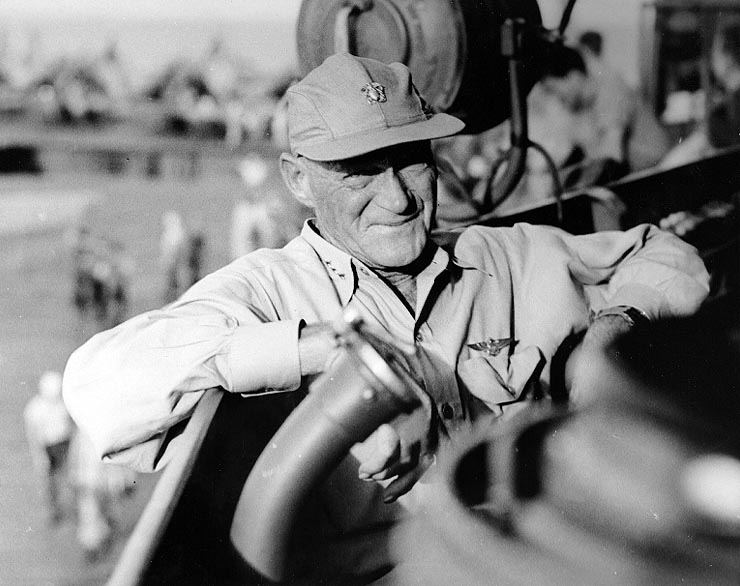
Adm. Mitscher na pomoście USS „Lexington”

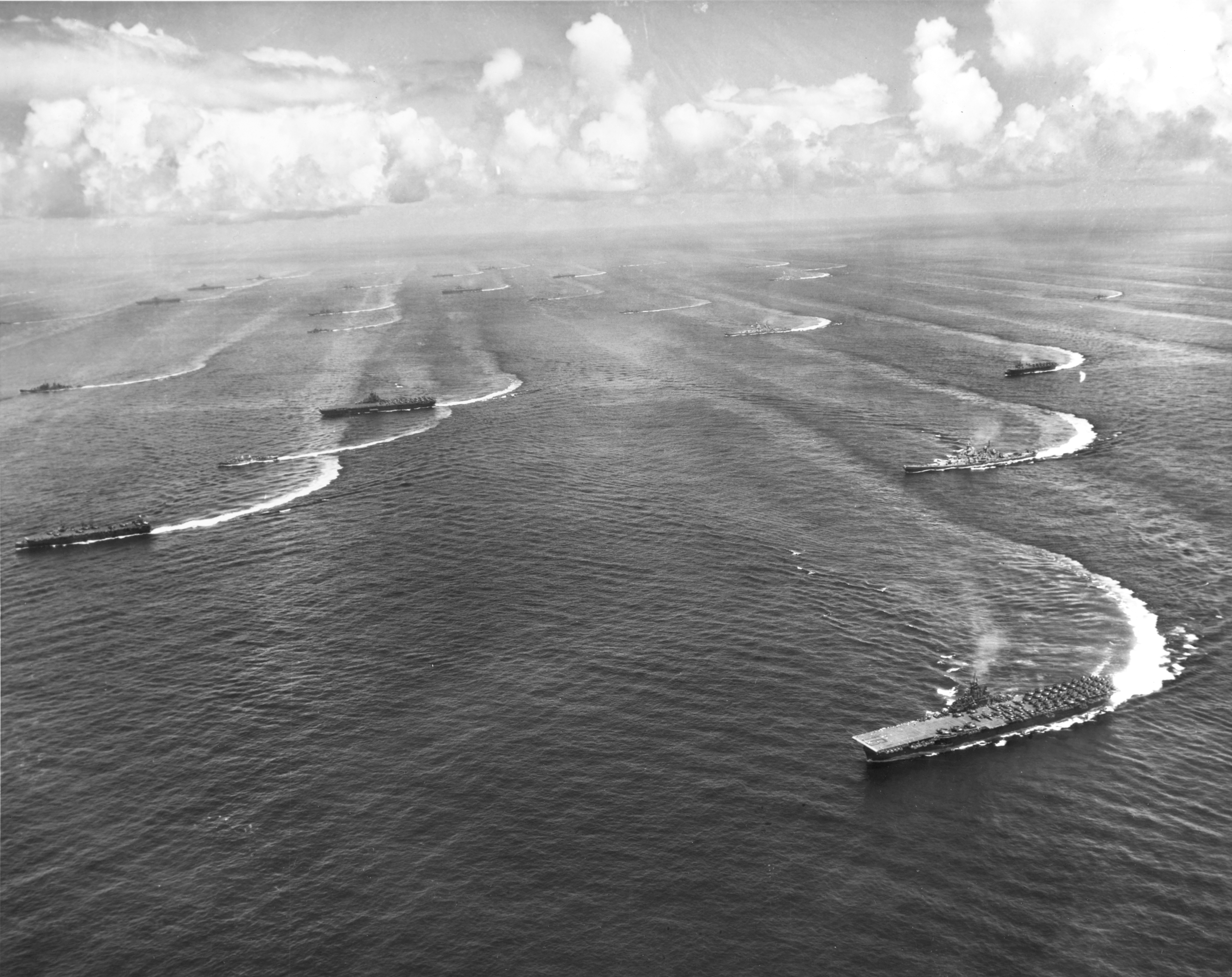
Na wodach japońskich w sierpniu 1945

Fast Carrier Task Force (szybka grupa uderzeniowa lotniskowców) − główna formacja uderzeniowa United States Navy działająca w czasie II wojny światowej na Pacyfiku od stycznia 1944 do zakończenia działań w sierpniu 1945 roku. Formacja ta składała się z kilku oddzielnych grup uderzeniowych (ang. Task Group), z których każdą tworzyło trzy do czterech dużych i średnich lotniskowców i okręty towarzyszące. Eskortę grup stanowiły krążowniki, niszczyciele i budowane już w czasie wojny szybkie pancerniki.

## Nowy sposób walki
Siły uderzeniowe powstały by sprostać wyzwaniom, jakie stawiały przed flotą realia nowoczesnej wojny morskiej. Jej głównej siły nie stanowiły już − jak dawniej − potężne pancerniki, lecz lotniskowce i ich samoloty pokładowe. Pancerniki i inne ciężkie okręty stały się wsparciem dla lotniskowców, dając im niemal nie do pokonania ścianę ognia przeciwlotniczego oraz zabezpieczenie przed atakami okrętów nawodnych i podwodnych. Jednostki wsparcia każdej grupy uderzeniowej tworzyły kolistą formację wokół lotniskowców. Płynęły relatywnie blisko siebie, by w razie ataku z powietrza wesprzeć lotniskowce i odeprzeć ogniem swych dział przeciwlotniczych nadlatujące samoloty wroga. W razie ataku samolotów torpedowych wszystkie okręty formacji starały się ustawić do nich dziobami, celem zmniejszenia kąta uderzeń torped. W przypadku każdego innego rodzaju ataku lotniskowce nie robiły uników; chodziło o to by dać własnej artylerii przeciwlotniczej bardziej stabilną podstawę do prowadzenia celnego ognia i by pozwolić okrętom eskorty trzymać się jak najbliżej. Główną jednak obronę grupy przed atakami z powietrza zapewniały własne samoloty myśliwskie.

## Dowódcy
Pierwszeństwo w tworzeniu i operowaniu grup uderzeniowych należy przypisać admirał Marcowi Mitscherowi , następnie Fast Carrier Task Force − w różnym czasie − dowodzili admirałowie o zupełnie odmiennych charakterach: Raymond Spruance i William „Bull” Halsey. Halsey był dowódcą agresywnym i lubił ryzyko, natomiast Spruance − profesjonalista, ale kunktator − zachowywał ostrożność w działaniu. Większość wysokiej rangi oficerów wolała służyć pod rozkazami Spruance’a; zwykli marynarze byli dumni służąc u Halseya. Naczelnym dowódcą ich wszystkich był admirał Chester Nimitz.
Gdy Fast Carrier Task Force wchodziła w skład 5 Floty adm. Spruance’a, nosiła nazwę Task Force (TF) 58. Kiedy dowodził nią, jako częścią 3 Floty, adm. Halsey, otrzymywała nazwę Task Force (TF) 38. Każda operacja kończyła się gdy jeden z admirałów i jego sztab zdawał dowództwo drugiemu, który − w tym samym czasie − kończył planowanie następnej. To pozwalało Navy na utrzymywanie wysokiego tempa operacyjnego, a na Japończykach sprawiało wrażenie, że amerykańskie siły morskie na Pacyfiku są większe niż w rzeczywistości.

## Szybka grupa w akcji
W ciągu ostatnich dwóch lat wojny Fast Carrier Task Force brała udział we wszystkich walkach US Navy na Pacyfiku. Poszczególne grupy mogły działać samodzielnie lub − w razie potrzeby − w połączeniu z innymi. Rajdy bombowe przeciw umocnionym wyspom jak Iwo Jima czy Chichi Jima mogły być przeprowadzane przez jedną lub dwie grupy, ale gdy rozpoczynała się większa operacja Szybka Grupa Uderzeniowa dążyła do koncentracji wszystkich grup. Każda z grup mogła pozostać niezależna, ale musiała przeprowadzać swe operacje w ścisłej współpracy z innymi grupami w celu zapewnienia Fast Task Force jak najlepszej osłony i siły uderzeniowej.
Fast Carrier Task Force działała w połączeniu z dwiema innymi wielkimi częściami składowymi Floty Pacyfiku: Amphibious Force, która była znacznie większa, bowiem przewoziła, zaopatrywała i zapewniała bezpośrednie wsparcie wojskom inwazyjnym oraz Service Squadrons, czyli setkami jednostek pomocniczych zaopatrujących i obsługującej okręty floty. Zarówno flota, jak i poszczególne grupy zadaniowe, zmieniały nazwy wraz ze zmianą dowódców Flot. Pod skrzydłami 5 Floty wojska inwazyjne nosiły nazwę 5 Amphibious Force, ale gdy dowódcą został Halsey była to 3 Amphibious Force. Na początku 1945 roku, przed bitwą o Iwo Jimę, Task Force składała się z osiemnastu lotniskowców, ośmiu pancerników i dwóch krążowników liniowych, nie licząc wielu lżejszych okrętów. Sama TF 58 dysponowała większą siłą ognia niż jakakolwiek flota wojenna w dziejach.
TF 38 powstała w sierpniu 1943 roku, z USS Saratoga jako lotniskowcem prowadzącym, a dowództwo sprawował kontradmirał Frederick C. Sherman. TF 58 utworzył 6 stycznia 1944 wiceadmirał Marc Mitscher, przy czym podlegał on dowódcy 5 Floty, adm. Spruance’owi. TF 38 istniała nadal, ale jedynie jako dowództwo operacyjne.
Gdy 26 sierpnia 1944 roku dowodzenie przejął od Spruance’a Halsey, wszystkie formacje ponownie zmieniły nazwy. Mitscher, lotnik i mistrz w operowaniu siłami lotniczymi, prosił o pozostawienie go na stanowisku dowódcy Fast Carrier Task Force do czasu aż jego następca, adm. John McCain, nabędzie większej wprawy w operowaniu grupami uderzeniowymi lotniskowców. King i Nimitz wyrazili zgodę. Admirał floty Halsey, jak przed nim Spruance, zawiadywał Fast Carrier Task Force. Podczas przygotowań do desantu na Leyte grupa powiększyła się do dziewięciu dużych (CV) i ośmiu lekkich (CVL) lotniskowców. TF 38 składała się z czterech grup uderzeniowych: Task Group (TG) 38.1 dowodził adm. McCain, przy czym poprzedni dowódca, adm. Joseph „Jocko” Clark, służył jako doradca, TG 38.2 była dowodzona przez adm. Geralda Bogana, TG 38.3 przez adm. Fredericka Shermana, a TG 38.4 adm. Ralpha Davisona.
Po bitwie o Leyte Mitscher przeszedł do prac planistycznych na lądzie, a miejsce jego zajął, jako dowódca TF 38, wiceadm. McCain nadal podlegając 3 Flocie Halseya.
26 stycznia 1945 roku z kolei Halsey i McCain przeszli do prac sztabowych, a Spruance i Mitscher wrócili na poprzednie stanowiska (oczywiście 3 Flota stała się 5 Flotą, a TF 38 zmieniła nazwę na TF 58). Obaj dowodzili działaniami floty w bitwach o Iwo Jimę i Okinawę bezustannie mając do czynienia ze startującymi z lotnisk na lądzie samolotami kamikaze. Nawet gdy walki o Okinawę trwały już drugi miesiąc obecność lotniskowców − jako wsparcie żołnierzy na wyspie − była niezbędna, bowiem nie mogły ich jeszcze zastąpić siły lotnicze Armii, które nie były tak wprawne w szybkim uruchamianiu lotnisk lądowych jak piechota morska. Pod koniec kwietnia adm. Nimitz postanowił osobiście zapoznać się z sytuacją. Zauważył, że po dwóch miesiącach operacji wspierania wojsk lądowych walczących na Okinawie, dowództwo Fast Carrier Task Force jest wyczerpane psychicznie z powodu konieczności nieustannego odpierania samobójczych ataków z powietrza. Po powrocie do Pearl Harbor powiadomił Halseya, że musi w ciągu trzydziestu dni przejąć dowodzenie od Spruance’a, niezależnie od tego, czy operacja będzie jeszcze trwała czy też zostanie zakończona. 28 maja Halsey przybył na swym nowym flagowym Missouri i zastąpił Spruance’a, a równocześnie McCain zastąpił Mitschera. Spruance i Mitscher wrócili do Pearl Harbor, 5 Flota raz jeszcze stała się 3 Flotą, a Task Force 58 ponownie Task Force 38. Halsey dowodził aż do kończącej wojnę kapitulacji Japonii, co nastąpiło 2 września 1945 roku.